# Gabriel Monteiro (kommun)
Gabriel Monteiro är en kommun i Brasilien.   Den ligger i delstaten São Paulo, i den södra delen av landet, 700 km söder om huvudstaden Brasília. Antalet invånare är 2 705.
Följande samhällen finns i Gabriel Monteiro:
- Gabriel Monteiro

Trakten runt Gabriel Monteiro består i huvudsak av gräsmarker. Runt Gabriel Monteiro är det glesbefolkat, med 19 invånare per kvadratkilometer.